# Tuddenham St. Martin
Tuddenham St. Martin is een civil parish in het Engelse graafschap Suffolk.